# Олибра Инчинеска (Асколи Пичено)
Олибра Инчинеска (итал. Olibra Incinesca) насеље је у Италији у округу Асколи Пичено, региону Марке.
Према процени из 2011. у насељу је живело 26 становника. Насеље се налази на надморској висини од 509 м.